# Ftan
Ftan est une localité et une ancienne commune suisse du canton des Grisons, située dans la région d'Engiadina Bassa/Val Müstair.

## Démographie et économie
La région de Ftan s'étend de l'Inn, à 1 200 m jusqu'à l'Augstenberg, qui culmine à 3 230 m.
Les habitants de Ftan parlent dans leur majorité le romanche (57,75 % de la population en 2000) sans qu'il y ait de recul de cette langue par rapport aux décennies précédentes. Ils sont de nationalité suisse à 92 %[réf. nécessaire]. 
L'économie locale est majoritairement tributaire du tourisme, avec de nombreux petits magasins d'artisanat locaux. Cependant, l'agriculture et plus particulièrement l'élevage perdurent. 

## Hochalpines Institut Ftan
En 1793, le prêtre réformé Andrea Rosius à Porta a fondé une école pour garçons et filles, qui a existé jusqu'en 1869. Il a été influencé par Ulysses von Salis-Marschlins et Heinrich Pestalozzi. Par la suite, le High Alpine Daughter Institute Fetan (HTF) a été créé en 1916. C'était la première école privée dans le canton des Grisons — un pensionnat qui n'entraînait auparavant que des jeunes femmes. Depuis 1976, c'est aussi une école secondaire régionale pour les deux sexes, avec des maturités et des diplômes reconnus par le gouvernement fédéral. En 1993, elle a été rebaptisée « Hochalpines Institut Ftan ».

## Histoire

Photo aérienne (1947)

Le 1er janvier 2015, l'ancienne commune a été intégré avec ses voisines d'Ardez, Guarda, Sent et Tarasp dans la commune de Scuol.